# Rimavská Baňa
Rimavská Baňa je obec v okrese Rimavská Sobota v Banskobystrickém kraji na Slovensku. Leží v Revúcké vrchovině v údolí řeky Rimava asi 8 km jižně od Hnúště. Žije zde 528 obyvatel. Rozloha katastrálního území obce činí 26,2 km².
První písemná zmínka o obci pochází z roku 1270.

## Památky
- Jednolodní románsko-gotický opevněný evangelický kostel ze začátku 12. století. Fresková výzdoba pochází z období kolem roku 1370.

## Osobnosti
- Juraj Palkovič, slovenský básník, novinář, překladatel a pedagog, se narodil v Rimavská Bani v roce 1769.